# Zu den heiligen vierzehn Nothelfern (München)

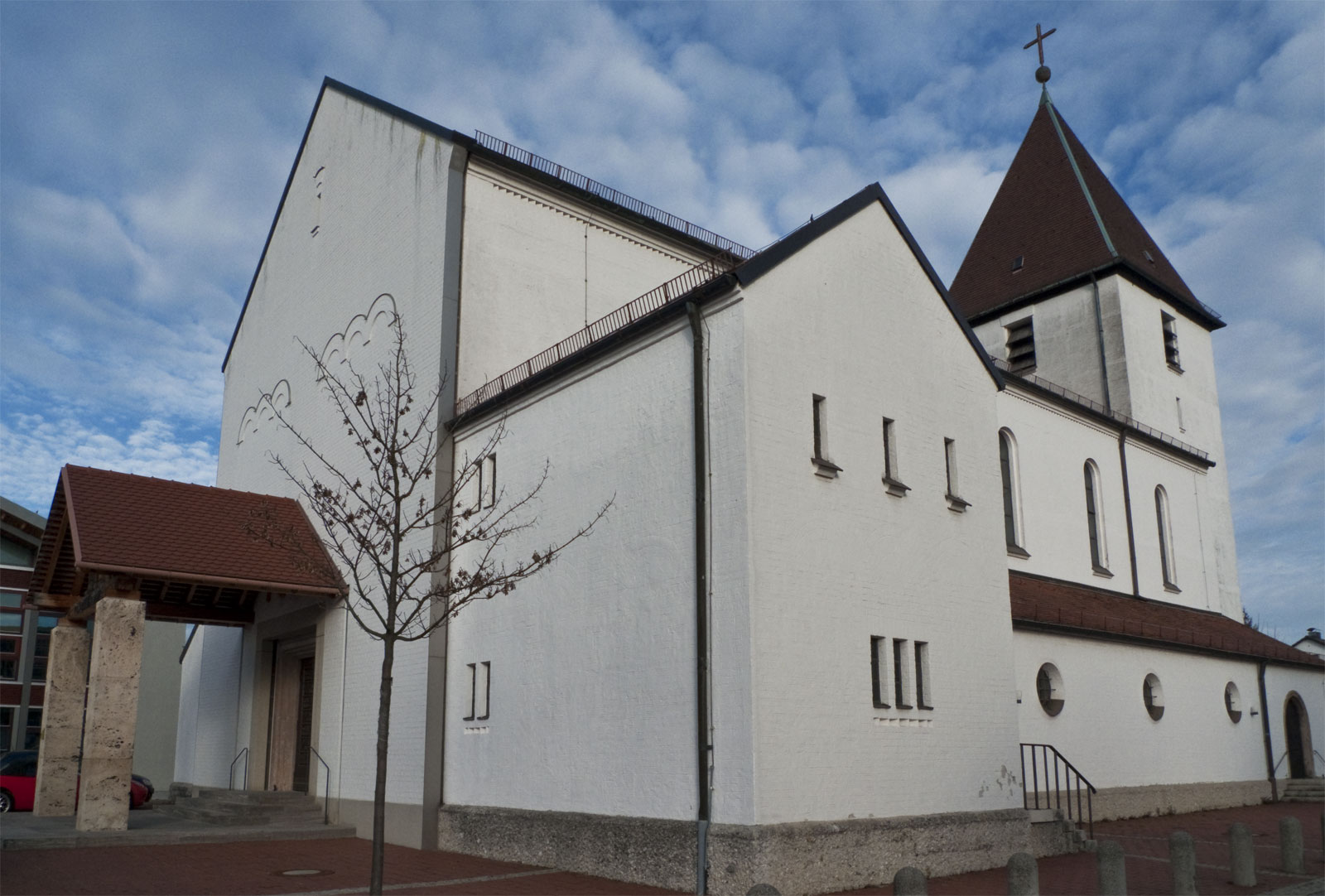
Zu den heiligen vierzehn Nothelfern

Die Kirche Zu den heiligen vierzehn Nothelfern ist eine den Vierzehn Nothelfern gewidmete Kirche im Münchner Stadtteil Am Hart.
Die Kirche wurde 1935 bis 1936 nach Plänen und unter Leitung des Architekten Eugen Dreisch erbaut. Die Weihe fand am 2. August 1936 durch Kardinal Michael Faulhaber statt.
Der Kirchenbau hat eine Länge von fast 38 Metern bei einer Breite von 22,5 Metern. Der quadratische Turm hat mit dem Kreuz eine Höhe von 37 Metern und ist in der durch Einfamilienhäuser geprägten Umgebung ortsbildprägend.

## Kunstwerke

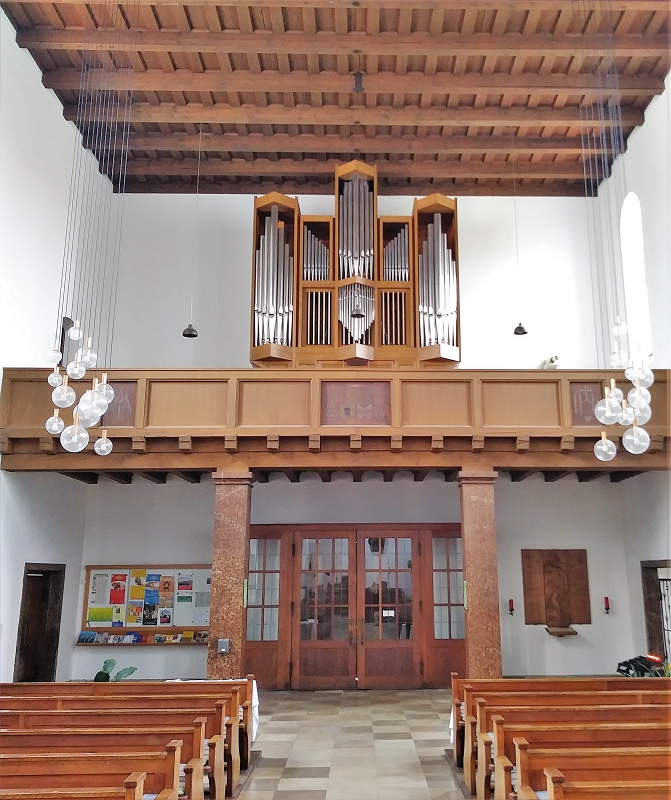
Innenraum mit Orgelempore

Das Altarbild von 1966 ist von italienischen Filmplakate Gestalter Manfredo Acerbo und seiner Partnerin Annemarie Asam-Acerbo gestaltet. Es hat die Form von einem Kreuz und stellt die 14 Nothelfer dar.
Der Tabernakel von 1971 stammt vom Bildhauer Karl Oppenrieder. Es hat die Form eines Brotlaibes und ist aus Trientiner Marmor. Auf den in Bronze gegossenen Türen in der Mitte ist das letzte Abendmahl dargestellt.
Die Patronatsstange ist aus Holz, sie stellt die 14 Nothelfer in Viererreihen untereinander dar.
Die Orgel wurde 1987 von der Firma WRK gefertigt.

## Kirchliche Organisation
Der heutige Pfarrverband umfasst neben den Nothelfern auch die Pfarrei St. Katharina von Siena und gehört zum Dekanat München-Freimann im Erzbistum München und Freising.